# ボグ・バター

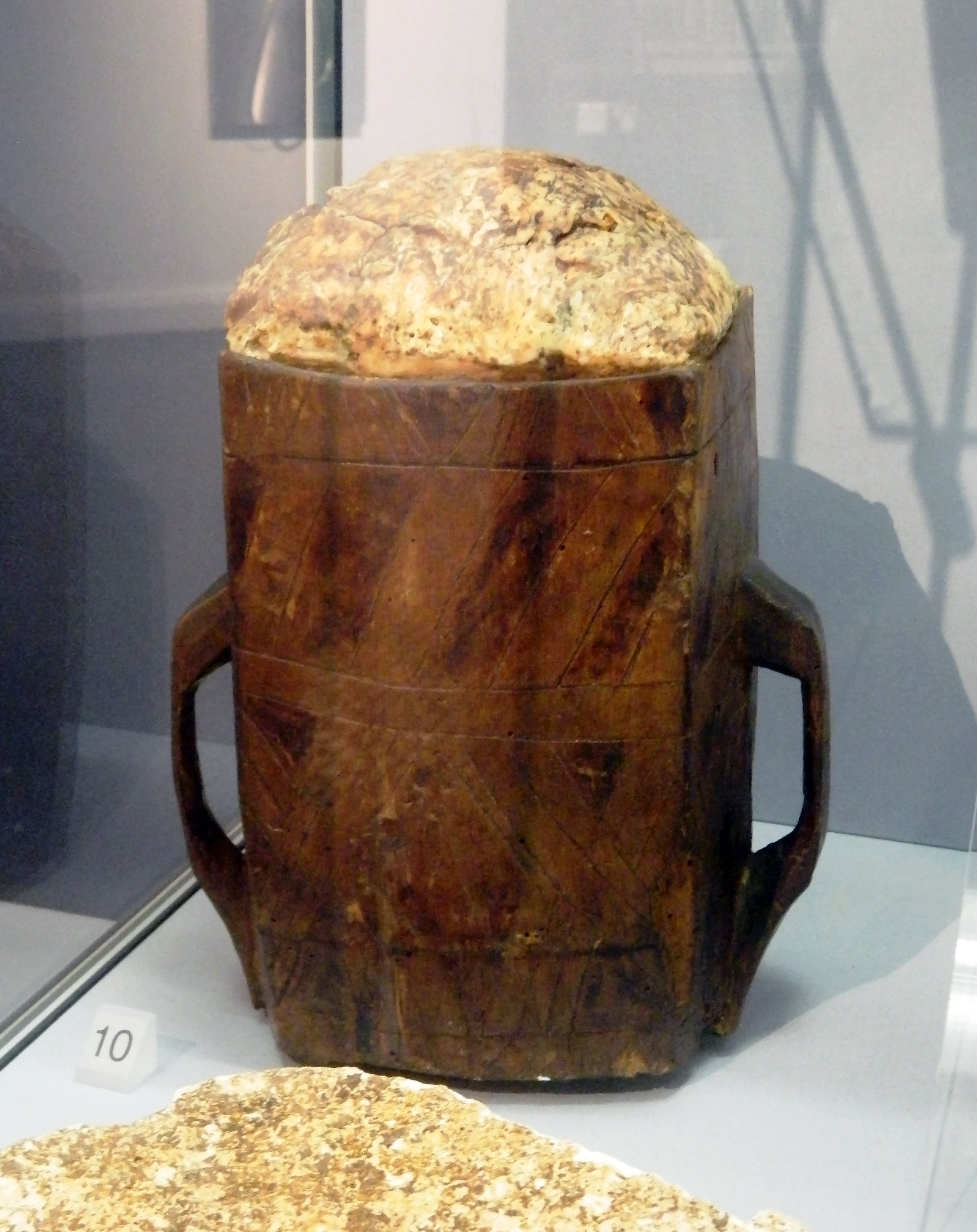
15世紀 - 16世紀に作られた木製の容器に納められたボグ・バター。アーマー県ポータダウンで発見。リードによれば、上部が盛り上がっているのは泥炭の中で水がバターに触れた状態で淀むのを避けるため。

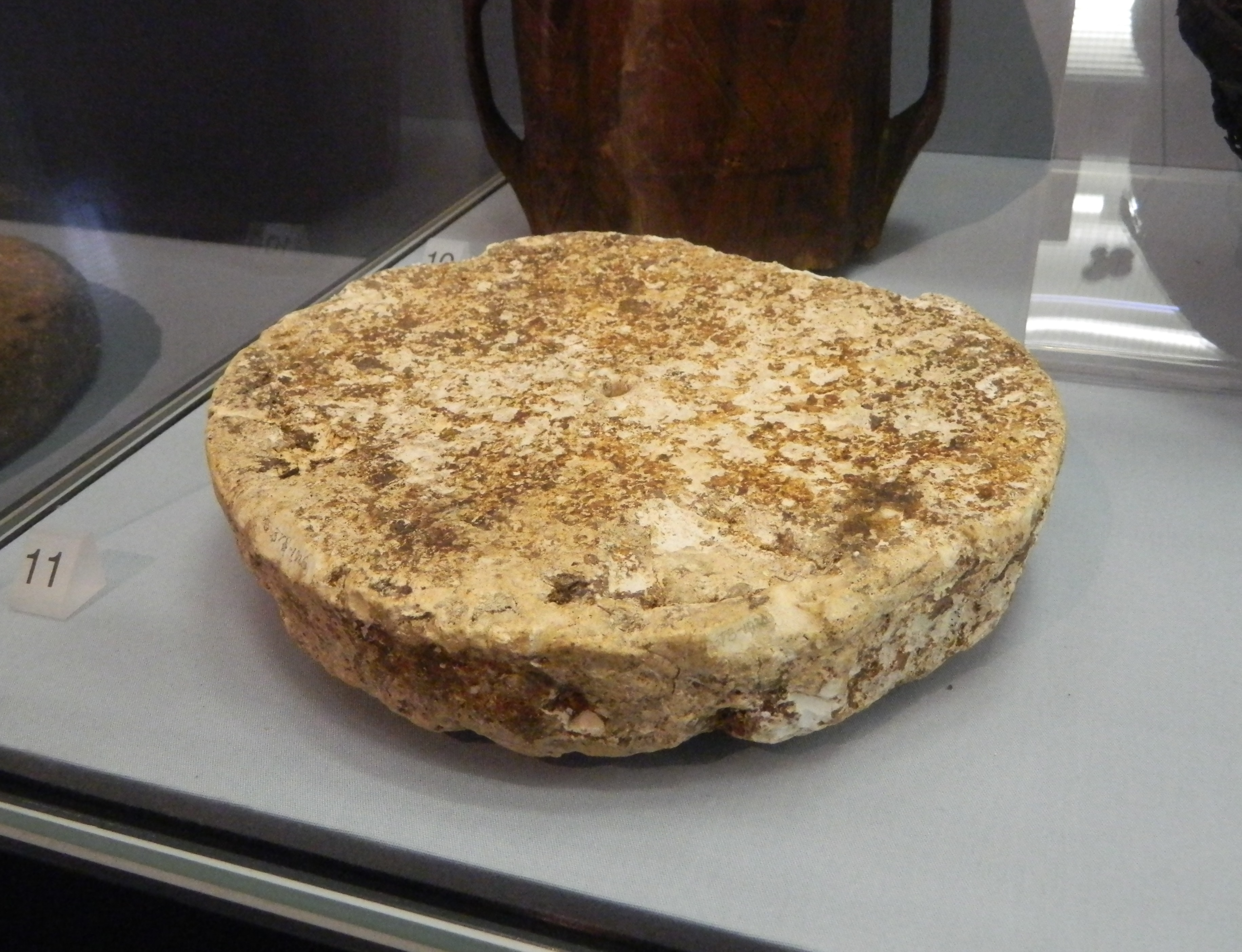
15世紀 - 16世紀に作られたボグ・バター。ファーマナ県エニスキレン付近で発見された。

ボグ・バター（英語: Bog butter）、あるいはbutyrelliteとは特にブリテン島とアイルランド島において見られる、泥炭地に埋蔵されていた古代の蝋状の遺物を指す。1997年の時点ではアイルランドとスコットランドを中心に274例が確認されており、また2009年ではアイルランドだけでおよそ500例に及ぶと推定されている。
我々が現代用いるバターには脂肪分が80から88%程度含まれるのに対し、ボグ・バターは95から99%が脂肪分であり、バターというよりは石鹸に近い。また、「バター」という言葉から受ける印象に反し、今までボグ・バターであるとされてきた遺物の中には乳製品ではなく動物性脂肪から作られた物も含まれていたことがガスクロマトグラフィーによる分析の結果近年明らかになった。
発掘されたボグ・バターのおよそ半数が木製の容器に納められているが、家畜の膀胱、皮革、樹皮などに包まれていることもある。木製の容器にはバケツ、ケグ、樽、大皿、バターチャーン（攪拌機）等がある。
ボグ・バターが埋蔵された目的は明らかになっておらず、様々な仮説が立てられている。

## 歴史的分析
生物由来であるボグ・バターは放射性炭素年代測定により、およその製造時期を測ることができる。
スコットランドではボグ・バターを埋める習慣は少なくとも2世紀 - 3世紀に遡る。 一方、アイルランドでは、2011年4月28日に約50kgのボグ・バターがオファリー県のタラモアで発見されたが、このボグ・バターはおよそ5000年前に遡るものと考えられた。ただし、少なくともアイルランドにおいては鉄器時代の物と分析されたボグ・バターが多く、こうした習慣が盛んに行われたのもまた鉄器時代であろうと考えられている。

## 目的
本来何を目的としてボグ・バターが埋蔵されたのかは明らかではない。
バターを泥炭地に埋める行為はひょっとすると何らかの宗教的儀式であったのかもしれない。アイルランド国立博物館のパートレック・クランシーは19世紀の半ばまで年に一度泥炭地に牛を連れて行って洗い、泥炭地にバターを捧げる習慣が行われていたことを示し、ボグ・バターの埋蔵がこうした習慣の起源であった可能性を示している。ボグ・バターが盛んに作られた鉄器時代には金属製品が泥炭地に捧げられており、ボグ・バターの埋蔵もこうした行為の一環と捉えることもできよう。ただしクランシーは宗教的儀式と捉えるよりも備蓄目的と考えたほうが適切かもしれない、ともしている。
クランシーの言う通りボグ・バターは保存や備蓄を目的として埋蔵されたのかもしれない。ボグ・バターが埋蔵された泥炭地は低温であり、酸素が少なく、土壌が酸性であるため、食品の保存にはうってつけの条件を示す（湿地遺体#保存のプロセスも参照）。研究者ダニエル・C・フィッシャーによって実施された実験は、2年間泥炭地に埋められた肉の病原体やバクテリアの量が現代の冷凍庫で保存された対照試料のそれとほぼ変わらない事を実証し、泥炭地への埋蔵は食品の効果的な保存法だったことを示唆した。飢饉や家畜の伝染病が度々起きたため、この大切な食品化合物を保存する貯蔵手段が必要になったのだろう。

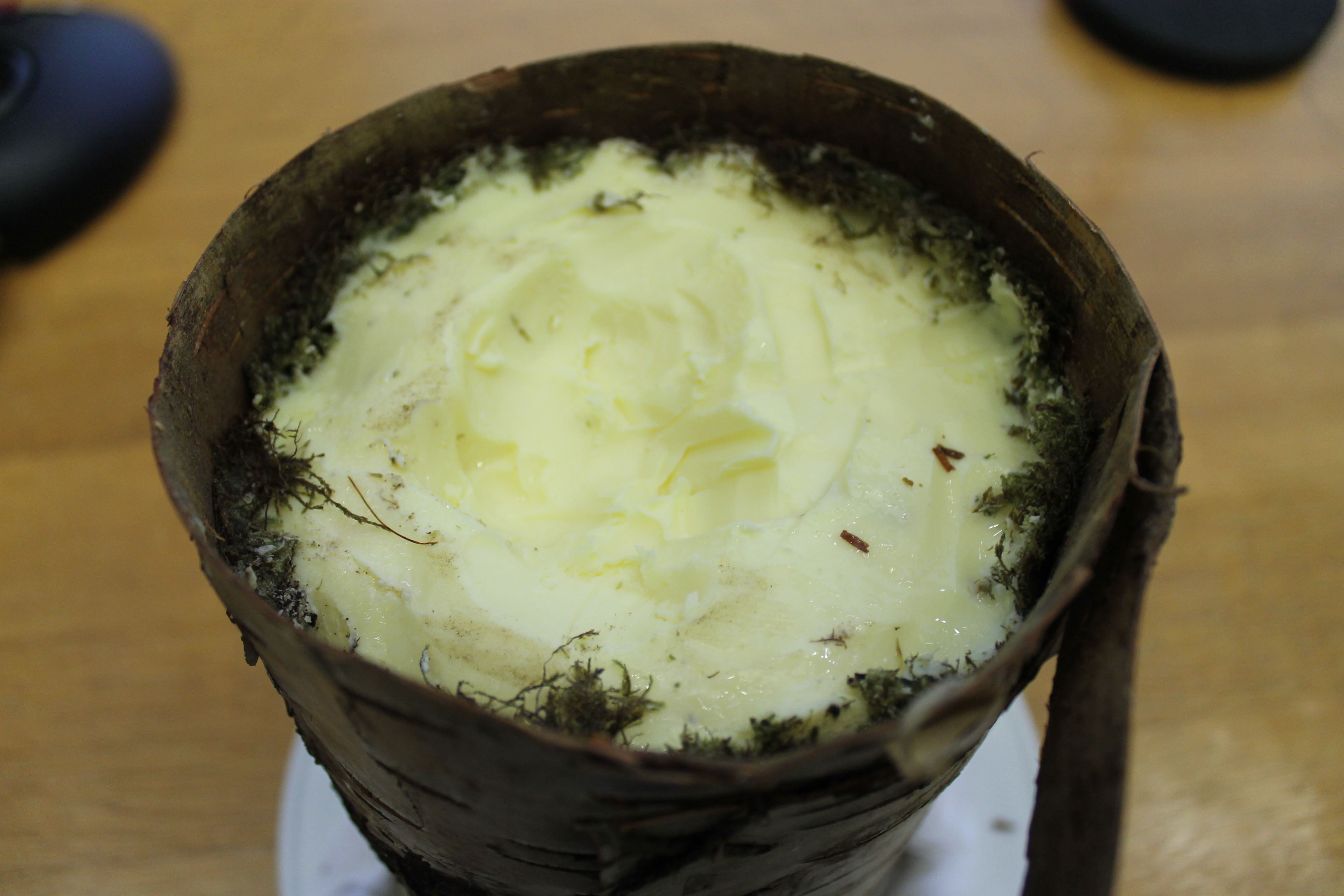
リードによって再現されたボグ・バターの展示。2012年、オックスフォード食と調理のシンポジウム

ボグ・バターの埋蔵は単なる備蓄に限らず、更なる目的もあったとも考えられる。中国の皮蛋、スカンジナビアのグラブラックス、アイスランドのハカール、イヌイットのイグナックやキビヤック、モロッコのスメン等、非常に腐りやすい食品を埋蔵して保存し、熟成あるいは発酵させて独特の風味を加える調理技法は世界中に存在する。ボグ・バターの埋蔵もこれらの例と同じく、味を高めることもその目的の一つだったのかもしれない。リードはボグ・バターを現代に再現する実験を行ったが、3ヵ月間泥炭地に埋蔵したバターは腐敗臭こそしなかったものの周囲の香りを吸収し、好き嫌いの分かれる風味になった。作りたての発酵バターの持つクリーミーな酸味からはかけ離れているが、熟成したギーと同じように味の濃い料理には使える、としている。また19世紀にボグ・バターの再現を行ったO’Lavertyの「好みでいえば現代の方法で熟成されたバターの方を好むが、ボグ・バターはクセになる味（acquired taste）だ」という発言を引用しこれに同意している。
一方、泥棒や侵略者から食料を守るためにバターや他の脂肪が埋められるようになったとも考えられる。中世前期のアイルランドでは、人々の消費する事ができるバターの量を詳細に定めており、当時バターが高級品であったことは疑いようもない。更にバターには数多くの調理以外にも、税金や貸借料、罰金の支払い、歓待の促進、病気で弱った人間の介護、社会の絆の強化等様々な使用法が広がっていた。